# Podenc canari
El podenc canari és una raça de gos autòctona de les illes Canàries.

## Context geogràfic
Ancestralment, el podenc canari ha estat situat en el medi natural i en poder del camperol que necessitava caçar per sobreviure.
El podenc canari com el seu nom indica habita les Canàries, però també es poden trobar a l'Amèrica del Sud.

## Qualitats
Donades les perfectes qualitats caçadores d'aquest gos: el seu olfacte, la seva oïda i la seva nítida visió, com la seva gran velocitat en la cursa darrera de la presa, el pagès ha tingut, des de sempre, un meravellós aliat, que ha sabut treure-li partit.

## Podenc canari com a caçador
Es troba perfectament adaptat, tant a terrenys plans com pedregosos i muntanyencs, sorrencs, o suaus com les praderies o duríssims com els malpaïsos; pot entrar tant en coves que penetra en tubs làvics o galeries, en matolls o boscos, en fi, no s'espanta davant cap obstacle. És valent i decidit, a la cursa és ràpid i molt àgil, generós i molt fidel al seu amo.

## Característiques
Mesura entre 53 i 64 cm fins a la creu. És un gos lleugerament allargat i amb molta musculatura, amb un color marró (xocolata) o també marró clar o groc, podent anar o no acompanyat de marques de color blanc, sol tenir poc pelatge. Comença a caçar des de molt aviat, donant-se casos d'animals de menys de tres mesos que mostren fort instint caçador. Quan descobreixen i/o persegueixen una presa, emeten un característic lladruc curt i repetitiu, conegut pels caçadors locals com a "cantar un conill".

## Caràcter
És un animal que normalment no mostra agressivitat, és extremadament fidel i noble per al seu company, inquiet, independent, tossut, treballador i intel·ligent.
No té actituds de guarda i defensa, ja que és "amic de tots els desconeguts", encara que és ideal com a animal de companyia. Si es cria dins d'una llar, un cop superats els primers sis mesos de vida hiperactiva, es mostra com un animal tranquil i ronso, actitud que canvia dràsticament una vegada surt al camp de caça.